# Aptesis varia
Aptesis varia är en stekelart som först beskrevs av Pfankuch 1921.  Aptesis varia ingår i släktet Aptesis och familjen brokparasitsteklar. Inga underarter finns listade.